# Панов, Дмитрий Петрович
Дми́трий Петро́вич Пано́в (1923—1976) — лейтенант Советской Армии, участник Великой Отечественной войны, Герой Советского Союза (1944).

## Биография
Дмитрий Панов родился 8 ноября 1923 года в деревне Рябики (ныне — микрорайон в Великих Луках). Окончил шесть классов школы. В начале Великой Отечественной войны оказался в оккупации. После освобождения в апреле 1942 года Панов был призван на службу в Рабоче-крестьянскую Красную Армию. Окончил курсы младших командиров. В боях был тяжело ранен.
К июню 1944 года старшина Дмитрий Панов был комсоргом батальона 992-го стрелкового полка 306-й стрелковой дивизии 43-й армии 1-го Прибалтийского фронта. Отличился во время освобождения Витебской области Белорусской ССР. 24 июня 1944 года Панов одним из первых переправился через Западную Двину в районе деревни Шарипино Бешенковичского района и принял активное участие в боях за захват и удержание плацдарма на её западном берегу.
Указом Президиума Верховного Совета СССР от 22 июля 1944 года за «образцовое выполнение боевых заданий командования на фронте борьбы с немецкими захватчиками и проявленные при этом мужество и героизм» старшина Дмитрий Панов был удостоен высокого звания Героя Советского Союза с вручением ордена Ленина и медали «Золотая Звезда» за номером 4459.
После окончания войны Панов продолжил службу в Советской Армии. В 1946 году он окончил Ленинградское военно-политическое училище, в 1953 году — курсы политсостава. В 1956 году в звании лейтенанта Панов был уволен в запас. Проживал и работал в Ленинграде. Умер 7 февраля 1976 года, похоронен на Ново-Волковском кладбище Санкт-Петербурга.

## Награды
Был также награждён орденом Красной Звезды (07.11.1942) и рядом медалей, в том числе медалью «За отвагу» (23.9.1943).